# جون بريسون
جون بريسون (بالإنجليزية: John Bryson)‏ (و. 1943 – م) هو محام، ورائد أعمال من الولايات المتحدة الأمريكية ولد في مدينة نيويورك. كان عضوًا في الحزب الديمقراطي الأمريكي. تعلم في جامعة ستانفورد، وكلية ييل للحقوق.